# Svínavatn (Austur-Húnavatnssýsla)
Svínavatn är en sjö söder om Blönduós i Austur-Húnavatnssýsla, Norðurland vestra. 
Sjöns yta är 12 km². Den är 11,1 km lång, men endast 2 km som bredast. Dess största djup är 38,5 meter. Hur sjön fick sitt namn berättas i Vatnsdælasaga och i Landnámabók. Nybyggaren Ingimundr inn gamli Þorsteinsson som – om än indirekt – namngivit alla platser på Húna- kring hela Húnaflói, ägde många svin. Men tio av grisarna rymde och påträffades inte förrän på hösten följande år i vad som nu heter Svínadalur. Flocken hade då vuxit till 120 svin. Men avelsgalten Beigaðr ville inte låta sig infångas utan gav sig ut i sjön, som sedan dess heter Svínavatn, där han simmade så länge han orkade. Till sist drogs han iland men dog av utmattning på kullen Beigaðarhól, som därmed också fick namn.